# مايكروبيديا
المايكروبيديا بالإنجليزية  Micropædia وهي مجموعة من 12 مجلد موسوعي مصغر، وواحدة من الأجزاء الثلاثة من الطبعة 15 من موسوعة بريتانيكا، والمجلدات الأخرى هما ماكروبيديا وهي مجموعة من 17 مجلد للمقالات الموسعة الطويلة،بروبيديا وهي مجلد واحد يشرح خلاصة هرمية المعرفة الإنسانية.
اسم المايكروبيديا هو مستحدث صاغها مورتيمر جيروم أدلر من الكلمات اليونانية القديمة ل «الصغيرة» و «تعليمات». أفضل ترجمة الإنجليزية ربما «دروس قصيرة».

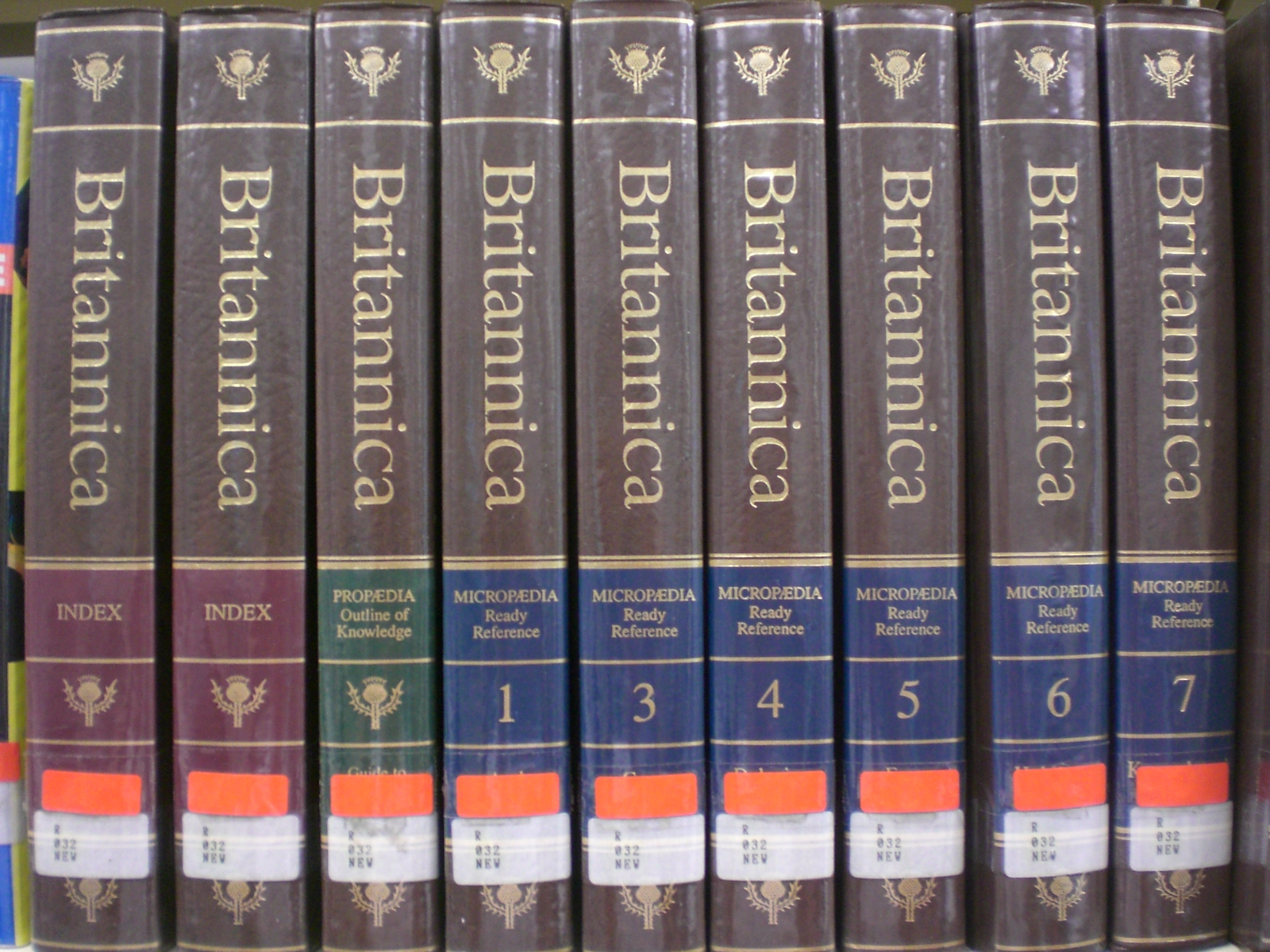
أحجام مجلدات المايكروبيديا

تم إدخال مايكروبيديا في عام 1974 مع 10 مجلدات وجود 102,214 مقالات قصيرة، وكلها كانت أقل دقة من 750 كلمة. وقد تم تخفيف هذا الحد في إعادة تنظيم الرئيسية للطبعة 15؛ تم تكثيف العديد من المقالات معا، مما أدى إلى ما يقرب من 65,000 مقالة في 12 مجلدا. وبصفة عامة، لا يزال الحد الأقصى البالغ 750 كلمة محترما، ومعظم المقالات لا تتجاوز فقرة واحدة؛ ومع ذلك، يمكن العثور على بضع مقالات أطول في المايكروبيديا 2007، مثل إدخال الإنترنت، والتي تأخذ صفحة كاملة.
مع استثناءات نادرة (03٪) و 65.000 المواد من مايكروبيديا لا يوجد لديها المراجع وليس المساهمون. والمقصود مايكروبيديا في المقام الأول لفحص الحقائق سريعة وكدليل للمقالات أطول 700 من ماكروبيديا، التي حددت الكتاب والمؤلفات البيبليوغرافية.